# نانو ريفاس
نانو ريفاس (بالإسبانية: Nano Rivas)‏ هو مدرب كرة قدم ولاعب كرة قدم إسباني في مركز الدفاع، ولد في 7 يوليو 1980 في ثيوداد ريال في إسبانيا. لعب مع أتلتيكو مدريد ب وأتلتيكو مدريد ج وأتلتيكو مدريد وريال بلد الوليد وريال بيتيس ونادي خيتافي ونادي غويزهو رينهي ونادي ليفانتي.

## وصلات خارجية
- نانو ريفاس على موقع قاعدة بيانات كرة القدم.إي يو (الإنجليزية)
- نانو ريفاس على موقع Soccerway.com (الإنجليزية)
- نانو ريفاس على موقع عالم كرة القدم.نت (الإنجليزية)